# Kayadibiçavuş, Bartın
Kayadibiçavuş là một xã thuộc thành phố Bartın, tỉnh Bartın, Thổ Nhĩ Kỳ. Dân số thời điểm năm 2011 là 557 người.